# Strimmiger Gericht
Das Strimmiger Gericht, auch Vogtei Strimmig, war ein Kondominium, das Teil des „Dreiherrischen Gebietes auf dem Hunsrück“ war und bis 1780 bestand. Es war ein Hochgericht und stand zuletzt unter der gemeinsamen Herrschaft von Kurtrier, dem Herzog von Pfalz-Zweibrücken (dieser bis 1776 in Gemeinschaft mit dem Markgrafen von Baden, beide als Grafen von Sponheim) und dem Freiherrn, später Grafen von Metternich-Winneburg-Beilstein.
Der Verwaltungsbezirk reichte vom nordöstlichen Moselhunsrück bis an die Mosel und lag im heutigen Landkreis Cochem-Zell in Rheinland-Pfalz.

## Gliederung
Das Trierer Feuerbuch von 1563 und ein Verzeichnis aus dem Jahr 1773 ermöglicht einen Überblick über die Anzahl der Untertanen und deren Herren:
| Ort            | Feuerbuch 1563 | Feuerbuch 1563 | Feuerbuch 1563 | Feuerbuch 1563 | Verzeichnis 1773 | Verzeichnis 1773 | Verzeichnis 1773 | Verzeichnis 1773 |
| Ort            | Kurtrier       | Sponheim       | Beilstein      | Andere         | Kurtrier         | Sponheim         | Beilstein        | Andere           |
| -------------- | -------------- | -------------- | -------------- | -------------- | ---------------- | ---------------- | ---------------- | ---------------- |
| Altstrimmig    | 12             | 07             | 05             | 03             | 22               | 17               | 11               | 01               |
| Briedern       | 0?             | 0?             | 0?             | 0?             | 02               | 01               | 40               | 0–               |
| Liesenich      | 18             | 06             | 08             | 04             | 29               | 09               | 08               | 0–               |
| Mittelstrimmig | 14             | 04             | 08             | 0–             | 27               | 16               | 14               | 03               |

1498 gab es in Altstremich 21 Feuerstätten, von denen 14 trierisch waren, in Mittelstremich gab es 23 Feuerstätten, von denen 13 trierisch waren und in dem ander Stremich g[ena]nt Lesenich gehörten von 24 Feuerstätten 10 nach Trier. Forst hatte damals 5 Feuerstätten, die ausschließlich Trier unterstanden.

## Geschichte
Im 11. und 12. Jahrhundert hatte die Gerichtshoheit auf dem Strimmiger Berg noch in Händen der Pfalzgrafen bei Rhein gelegen, während die Herren von Saffenburg die Vogtei zumindest teilweise innehatten. Von ihnen wurde sie im 13. Jahrhundert an die Grafen von Sayn und dann an die Grafen von Sponheim beziehungsweise die Herren von Heinsberg vererbt. Nach dem Tod Heinrichs von Heinsberg einigten sich Simon Graf von Sponheim und Heinrich Herr von Ehrenberg am 2. September 1259 darüber, dass letzterer unter anderem die saffenbergischen Lehen haben sollte, die sein verstorbener Vater von dessen Onkel Heinrich Graf von Sayn hatte sowie die von Heinrich Herr zu Heinsberg, Bruder dieses Onkels, herrührenden Güter. Dazu gehörten auch die Vogtei Stremich mit Zubehör und die halbe Vogtei Senheim. Daraufhin treten Vertreter der Familien von Braunshorn und von Ehrenberg als Vögte im Strimmiger Gericht auf. 1337 verkaufte Heinrich der Alte, Herr zu Ehrenberg, die Vogtei zu Stremche für 250 Pfund Heller an Walram Graf von Sponheim.
Nachdem sich nun im Laufe des 14. Jahrhunderts das sogenannte Dreiherrische Gebiet herausgebildet hatte, herrschten im Gericht Strimmig ähnliche Verhältnisse wie im ebenfalls zum Dreiherrischen Gebiet gehörenden Beltheimer Gericht. Strimmig hatte einen „Lehnsherren“, den Kurfürsten von Trier, und zwei „Vogtherren“, den Grafen von Sponheim und den Grafen von Metternich-Winneburg (als Erben der Herren von Braunshorn). Letzterer hatte zugleich das Amt des „Vordingers“ des Gerichts, d. h. erster oder vorsitzender Richter, und des „Behälters“ des Gerichts, d. h., er hatte einen Gefangenen bis zum nächsten Gerichtstag in Haft zu halten.
Das Gericht hatte 14 Schöffen, einen trierischen Schultheißen und zwei Vögte als Vertreter der Vogtherren. Der Haupt- und Gerichtsort war Mittelstrimmig.
Die Besitzverhältnisse waren dieselben wie beim Beltheimer Gericht, der Kurfürst von Trier erhielt die Hälfte, Winneburg und Sponheim je ein Viertel der Gerichtseinkünfte.
Am 15. Dezember 1780 erfolgte die Teilung des Dreiherrischen Gebietes. Neben verschiedenen Orten des vorherigen Beltheimer Gerichts erhielt der Graf von  Metternich-Winneburg-Beilstein das gesamte Strimmiger Gericht.
Nach der Einnahme des Linken Rheinufers durch französische Revolutionstruppen (1794) kam das Gebiet zu Frankreich, danach aufgrund der auf dem Wiener Kongress (1815) getroffenen Vereinbarungen zum Königreich Preußen. Heute gehören die vier Ortschaften zum rheinland-pfälzischen Landkreis Cochem-Zell.